# Батдоржийн Баасанджав
Батдоржийн Баасанджав (монг. Батдоржийн Баасанжав, кит. упр. 巴森扎布, пиньинь Bāsēnzhābù или кит. упр. 巴森, пиньинь Bā Sēn; род. 1954) — китайский киноактёр, монгол по национальности, потомок Чингисхана по Чагатайской линии.

## Биография
Баасанджав родился в 1954 году в Боро-Тала-Монгольском автономном округе Синьцзян-Уйгурского автономного района КНР. Его родители были обычными кочевниками, но отец любил петь и танцевать, и потому в 13-летнем возрасте Баасанджав начал обучение в Институте национального искусства автономного района Внутренняя Монголия, окончив который стал выступать в танцевальном ансамбле НОАК.
С 1984 года Баасанджав стал сниматься в фильмах Киностудии Внутренней Монголии, сыграв свою первую роль в фильме «Хуан Цзиньхай». Широкую известность Баасанджаву принесло исполнение главной роли в 30-серийном телесериале «Чингисхан», который снимался в течение 8 лет. После этого ему довелось исполнить роль Есугея (отца Чингисхана) в российско-германско-казахстанском фильме «Монгол» Сергея Бодрова, а в фильме Джона Ву «Битва у Красной скалы» он сыграл роль военачальника Гуань Юя.

## Фильмография

### Кинофильмы
| Год  | Оригинальное название   | Русское название                          | Роль              | Примечания                                |
| ---- | ----------------------- | ----------------------------------------- | ----------------- | ----------------------------------------- |
| 1993 | 东归英雄传              | Сказание о героях, собравшихся на Востоке | Алатаньсан        |                                           |
| 1995 | 特殊囚犯                |                                           |                   |                                           |
| 1998 | 一代天骄成吉思汗        | Любимец Небес: Чингисхан                  | Таргутай-Кирилтух |                                           |
| 2007 |                         | Монгол                                    | Есугей            | Производство: Россия, Германия, Казахстан |
| 2008 | 赤壁                    | Битва у Красной скалы                     | Гуань Юй          |                                           |
| 2012 | Аравт                   | Аравт                                     | Цахар             |                                           |
| 2015 | 狼图腾; Le Dernier Loup | Тотем волка                               | Билиг             | Производство: Китай, Франция              |
| 2018 | 战神纪                  | Чингисхан                                 | Дэй-Сечен         |                                           |

### Телесериалы
| Год  | Оригинальное название | Русское название                                            | Роль                          | Примечания           |
| ---- | --------------------- | ----------------------------------------------------------- | ----------------------------- | -------------------- |
| 2001 | 北條時宗              | Ходзё Токимунэ                                              | Хубилай                       | Производство: Япония |
| 2003 | 射雕英雄传            | Сказание о героях, стреляющих в орлов                       | Есугей / Темуджин (Чингисхан) |                      |
| 2004 | 格达活佛              | Живой Будда                                                 | Цэрэн-Дунчжу                  |                      |
| 2004 | 成吉思汗              | Чингисхан                                                   | Есугей / Темуджин (Чингисхан) |                      |
| 2011 | 步步惊心              | Поразительное на каждом шагу                                | Князь Сувангварга             |                      |
| 2013 | 建元風雲 (忽必烈传奇) | Легенда об основателе империи Юань (Легенда о хане Хубилае) | Угэдэй                        |                      |